# Nora Owen
Nora Owen (ur. 1 czerwca 1945 w Dublinie) – irlandzka polityk, chemik i samorządowiec, deputowana, działaczka Fine Gael, w latach 1994–1997 minister sprawiedliwości.

## Życiorys
Spokrewniona z Michaelem Collinsem, siostra polityk Mary Banotti. Z wykształcenia chemik, ukończyła studia na University College Dublin. Pracowała w przemyśle farmaceutycznym.
W 1961 wstąpiła do Fine Gael, w 1979 została radną hrabstwa Dublin. W 1981 po raz pierwszy uzyskała mandat posłanki do Dáil Éireann. Z powodzeniem ubiegała się o reelekcję w wyborach w lutym 1982 i w listopadzie 1982. Nie została wybrana na kolejną kadencję w 1987. Pod koniec lat 80. wchodziła w skład władz organizacji Trócaire związanej z Kościołem katolickim w Irlandii. W 1992 i 1997 ponownie wybierana na deputowaną, w niższej izbie irlandzkiego parlamentu zasiadała do czasu wyborczej porażki w 2002. W latach 1993–2001 była zastępczynią lidera Fine Gael. Od grudnia 1994 do czerwca 1997 sprawowała urząd ministra sprawiedliwości w gabinecie Johna Brutona. Gdy w 1996 przez handlarzy narkotyków zamordowana została dziennikarka Veronica Guerin, Nora Owen doprowadziła do powołania nowej służby Criminal Assets Bureau zajmującej się zwalczaniem zorganizowanej przestępczości.
Po odejściu w 2002 z parlamentu była prezenterką programów telewizyjnych na antenie TV3 (m.in. Midweek). Powołana na patronkę założonego w 2002 towarzystwa Collins 22 Society.

## Życie prywatne
W 1968 zawarła związek małżeński z Brianem Owenem. Matka trzech synów, w tym jednego przysposobionego.